# Living with War
Living with War —en español: Viviendo con guerra— es el vigésimo noveno álbum de estudio del músico canadiense Neil Young, publicado por la compañía discográfica Reprise Records en mayo de 2006.
La temática, el estilo conceptual y las letras del álbum son una crítica de la política exterior de George W. Bush y de su conducta con la guerra de Irak. Compuesto y grabado en apenas nueve días entre marzo y abril de 2006 con la colaboración del bajista Rick Rosas y el batería Chad Cromwell, las letras reflejan el mismo estilo de artistas folk de la década de 1960 como Phil Ochs y Bob Dylan, aunque el propio Young lo definió como "música protesta metal folk". La sección rítmica integrada por Rosas y Cromwell, así como el productor Niko Bolas, fueron también el núcleo del álbum de 1989 Freedom, donde el músico también fue crítico con políticas de Ronald Reagan y de George H.W. Bush.
Tras su publicación, Living with War polarizó la opinión política de sus seguidores, un hecho que se reflejó en la gira Freedom of Speech Tour '06 con Crosby, Stills & Nash y en el documental CSNY Déjà Vu, y obtuvo reseñas muy dispares, algunas de ellas criticando el contenido político de las canciones y otras elogiando la franqueza del músico, la espontaneidad del álbum y la necesidad de voces populares críticas con la política exterior de Bush. Desde el punto de vista comercial, Living With War alcanzó el puesto quince en la lista estadounidense Billboard 200 y el catorce en la lista británica UK Albums Chart.

## Trasfondo
Young comenzó a componer las canciones de Living With War en la habitación de un hotel de Gambier, durante una visita a su hija. Tras coger un café de una máquina expendedora temprano por la mañana, Young vio la portada de USA Today con fotografías de un quirófano en un avión que transportaba soldados estadounidenses seriamente heridos entre Irak y Alemania.
En una entrevista con Charlie Rose, Young comentó que la combinación del titular con las fotografías, que se centraba en los avances médicos realizados durante la guerra y no en el sufrimiento de los soldados, "por alguna razón,  hizo algo en mí. Subí las escaleras después de eso. Compuse esta canción, "Families"; luego comencé a componer otra canción, "Restless Consumer"; empecé a componer todas estas canciones de una tirada; tenía como cuatro canciones avanzando al mismo tiempo". Young comentó que, tras componer las canciones, pronto empezó "a deshacerse". Llamó a su mujer Pegi, y según el músico, "me aferré a ella y comencé a llorar. Lloraba tan fuerte que las cosas estaban saliendo de mi cara".
Poco después, comenzó a grabar las canciones en sus estudios personales de Reedwood Digital. Las sesiones fueron grabadas en cintas analógicas de 16 pistas y luego mezcladas a cintas maestras de media pulgada, antes de transferirlo a sonido digital de alta resolución para manufacturar el disco. 
El 28 de abril de 2006, Living With War fue estrenado en su totalidad en la cadena de radio 95.5 KLOS de Los Ángeles (California). Antes de su lanzamiento en formato físico, el álbum fue puesto a la venta como descarga digital en la tienda iTunes el 2 de mayo de 2006. Young expresó que su intento era que se considerara su trabajo como un conjunto, por lo que se publicó en internet el álbum completo en formato streaming y no canciones individuales. Según el músico: 

«La primera impresión es muy importante. En lugar de simplemente escuchar "Let's Impeach the President", la gente tiene que absorberlo todo. Para entender las canciones, necesitas entender de dónde viene el álbum. Protege mi derecho como artista a presentar mi trabajo del modo en que lo creé.»

Living with War fue nominado a tres Premios Grammy en las categorías de mejor álbum rock, mejor canción rock y mejor interpretación vocal de rock en solitario.
Preguntado sobre una posible actitud crítica de las nuevas generaciones ante la política de Estados Unidos durante el mandato de George W. Bush, Young comentó: «Esperaba que los jóvenes salieran y dijeran esto y cantaran varias canciones sobre el tema, pero no veía a nadie, de modo que lo hice por mi cuenta. Esperé todo lo que pude».

## Recepción
Tras su publicación, Living With War obtuvo en general reseñas favorables de la prensa musical, con una media ponderada de 77 sobre 100 en la web Metacritic basada en 21 reseñas. Sin embargo, el trasfondo político del álbum, con una crítica centrada sobre la política exterior de George W. Bush, fue objeto de duras críticas, especialmente por medios de comunicación conservadores. A nivel musical, Stephen Thomas Erlewine de Allmusic comentó: «Young es consciente y abraza la alegada corta vida de sus canciones para Living With War dirigiéndose directamente a la agitación política de los Estados Unidos en 2006 y a los restos humanos que ha dejado detrás. Como tal, funcionará como un documento vívido de su era, tanto como cualquier periodismo de su tiempo, pero Living With War no es rock como la CNN: es una obra de arte, y es un ser astuto en eso, con Young dibujando palabras familiares y música para crear contextos tanto históricos como emocionales para sus canciones». David Fricke de la revista Rolling Stone escribió: «Living With War es la opinión de un hombre: Young habla, tú decides. Pero es una acusación al lamentable estado del debate en este país que el reto más directo, público e inspirador para la presidencia de Bush ha sido hecho por un compositor canadiense y sextagenario que, incluso en su momento de apoplejía, no puede resistir un verso como "tropezando por la vieja carretera hippie" ("Roger and Out"). También es una medida impresionante de la negativa de Young a quemarse o desaparecer, que afirma con claridad».
A nivel comercial, Living With War alcanzó el puesto quince de la lista estadounidense Billboard 200 y el catorce en la lista británica UK Albums Chart. En Canadá, llegó al puesto siete de la lista Canadian Albums Chart.
En lugar de emprender una gira en solitario, tras el lanzamiento de Living With War, Young emprendió la gira Freedom of Speech Tour '06 con Crosby, Stills & Nash. El documental CSNY Déjà Vu, que recopila canciones de varios conciertos de la gira, reflejó también la polarización de la sociedad estadounidense con respecto a la guerra de Irak, incluso entre los seguidores del músico, con opiniones encontradas e incluso abucheos cuando el cuarteto tocaba «Let's Impeach of President».

## Lista de canciones
Todas las canciones escritas y compuestas por Neil Young excepto donde se anota. 
| N.º | Título                       | Escritor(es)        | Duración |  |
| 1.  | «After the Garden»           |                     | 3:23     |  |
| 2.  | «Living With War»            |                     | 5:04     |  |
| 3.  | «The Restless Consumer»      |                     | 5:47     |  |
| 4.  | «Shock and Awe»              |                     | 4:53     |  |
| 5.  | «Families»                   |                     | 2:25     |  |
| 6.  | «Flags of Freedom»           |                     | 3:42     |  |
| 7.  | «Let's Impeach of President» |                     | 5:10     |  |
| 8.  | «Lookin' For a Leader»       |                     | 4:03     |  |
| 9.  | «Roger and Out»              |                     | 4:25     |  |
| 10. | «America the Beautiful»      | Katharine Lee Bates | 2:57     |  |

## Personal
Músicos
- Neil Young: guitarras, armónica y voz.
- Rick Rosas: bajo
- Chad Cromwell: batería
- Tommy Bray: trompeta

Equipo técnico
- Niko Bolas: productor musical y mezclas.
- L.A. Johnson: coproductor
- Tim Mulligan: masterización
- John Hausman: ingeniero asistente

## Posición en listas
| País              | Lista                      | Posición |
| ----------------- | -------------------------- | -------- |
| Alemania          | Media Control Top-50 Chart | 13       |
| Australia         | ARIA Albums Chart          | 41       |
| Austria           | Ö3 Austria Top 40          | 27       |
| Bélgica (Flandes) | Ultratop 200 Albums        | 14       |
| Bélgica (Valonia) | Ultratop 200 Albums        | 39       |
| Canadá            | Canadian Albums Chart      | 7        |
| Dinamarca         | Danish Chart               | 18       |
| España            | Promusicae                 | 37       |
| Estados Unidos    | Billboard 200              | 15       |
| Estados Unidos    | Top Rock Albums            | 7        |
| Finlandia         | Top 50 Albums              | 18       |
| Francia           | SNEP Albums Chart          | 92       |
| Noruega           | VG-lista Albums Chart      | 4        |
| Reino Unido       | UK Albums Chart            | 14       |
| Países Bajos      | Mega Album Tol 100         | 24       |
| Suecia            | Albums Top 60              | 11       |
| Suiza             | Hit Parade Albums Top 100  | 48       |